# Ciepło parowania

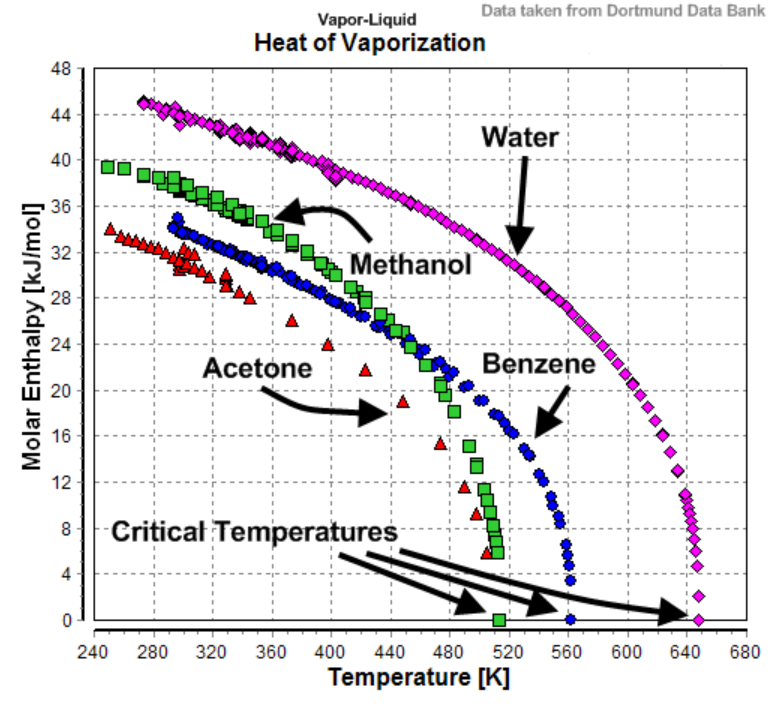
Zależność ciepła parowania benzenu, acetonu, metanolu i wody od temperatury

Ciepło parowania – ilość energii potrzebnej do odparowania jednostki masy danej substancji przy stałym ciśnieniu i temperaturze. W układzie SI jednostką ciepła parowania jest J/kg. Stosuje się też jednostkę J/mol.
Ciepło parowania zależy silnie od ciśnienia (i temperatury) malejąc wraz ze wzrostem temperatury i osiągając 0 w punkcie krytycznym. 
Jeżeli nie podano dla jakiego ciśnienia określono ciepło parowania, to uznaje się, że określono je dla ciśnienia atmosferycznego.

## Ciepło parowania dla niektórych substancji
| Substancja | Wartość ciepła parowania [kJ/kg] |
| ---------- | -------------------------------- |
| aluminium  | 10 500                           |
| żelazo     | 6 340                            |
| woda       | 2 257                            |
| etanol     | 879                              |
| wodór      | 454                              |
| rtęć       | 301                              |